# Амурський суднобудівний завод

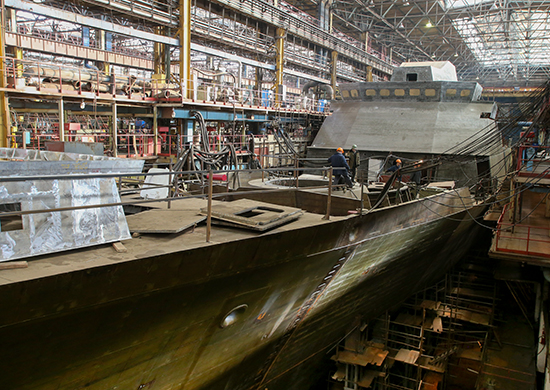
Будівництво судна на Амурському суднобудівному заводі. 12 лютого 2014

Амурський суднобудівний завод (рос. Амурский судостроительный завод) — російське (радянське) суднобудівельне підприємство; одна з найбільших верфей Росії, розташована в Комсомольську-на-Амурі. Виробничі потужності та технічне устаткування пристосовані для будівництва кораблів та суден спусковою масою до 10 000 тонн, довжиною до 150 метрів та шириною до 19 метрів. Стапельний комплекс АСЗ має 9 горизонтальних доків, розташованих у закритих опалювальних елінгах, наливний басейн та акваторію.

## Деякі кораблі та судна, що випущені заводом
- Крейсери проєкту 26-біс «Калінін»
- Лідери ескадрених міноносців проєкту 38 «Баку», «Тбілісі»
- Ескадрені міноносці типу 7 «Решительний», «Расторопний», «Ретивий», «Поспешний», «Роз'ярений», «Ревносний», «Редкий»
- Підводні човни типу «Ленінець» Л-11 «Свердловець», Л-12 «Молотовєць»
- Ескадрені міноносці проєкту 30-К
- Ескадрені міноносці проєкту 30-біс
- Сторожові кораблі проєкту 29
- Малі протичовнові кораблі проєкту 122-А
- Атомні підводні човни:
  - Атомні підводні човни проєкту 659 з ракетами крилатими К-45, К-59, К-66, К-122, К-151
  - Атомні підводні човни проєкту 675 К-175, К-184, К-189, К-57, К-431, К-48, К-56, К-10, К-94, К-108, К-7, К-23, К-34
  - Атомні підводні човни проєкту 667Б «Мурена» К-339, К-434, К-236, К-389, К-252, К-258, К-446, К-451, К-436, К-430
  - Атомні підводні човни проєкту 667А/667АУ «Навага» К-366, К-417, К-477, К-497, К-500, К-512, К-523, К-530
  - Атомні підводні човни проєкту 671РТМ(К) «Щука» К-507, К-247, К-255, К-324, К-358, К-218, К-492, К-412, К-251, К-305, К-355, К-360, К-242, К-264
  - Атомні підводні човни проєкту 971 «Щука-Б» К-284 «Акула», К-263 «Барнаул», К-322 «Кашалот», К-391 «Братськ», К-331 «Магадан», К-419 «Кузбас», К-295 «Самара», К-152 «Нерпа»
- Підводні човни проєкту 613
- Підводні човни проєкту 629А, 629Р, 605, 601, 619
- Підводні човни проєкту 690 «Кефаль»
- Підводні човни проєкту 940 «Льонок»
- Підводні човни проєкту 877 «Палтус»